# Aphrastochthonius grubbsi
Aphrastochthonius grubbsi är en spindeldjursart som beskrevs av William B. Muchmore 1984. Aphrastochthonius grubbsi ingår i släktet Aphrastochthonius och familjen käkklokrypare. Inga underarter finns listade i Catalogue of Life.